# Belading
Belading is een bestuurslaag in het regentschap Siak van de provincie Riau, Indonesië. Belading telt 1064 inwoners (volkstelling 2010).